# José Osvaldo Riveiro
José Osvaldo Ribeiro (f. Buenos Aires, 2021), alias Balita, fue un coronel argentino retirado del Batallón de Inteligencia 601 del Ejército Argentino, acusado de delitos de lesa humanidad.

## Trayectoria
El coronel José Osvaldo Ribeiro, era conocido como  “Balita” en la Argentina y figura con el alias de “Rawson” en los archivos desclasificados por la administración de Bill Clinton.
Pertenecía al Batallón de Inteligencia 601, que  dependía de la jefatura II de la comandancia del Ejército, y se dedicaba a hacer análisis de inteligencia, infiltrar, detener y torturar prisioneros y luego pasar la información a los grupos de tareas que tenían las zonas y subzonas en que el ejército argentino había dividido al país durante el Proceso de reorganización nacional.
Además trabajó en colaboración con los militares chilenos, paraguayo y uruguayos en la represión de los años '70.
Ribeiro estuvo a cargo, durante los años ‘80 del destacamento militar argentino en Centroamérica. Durante la última dictadura militar trabajó bajos las órdenes del General Guillermo Suárez Mason. 
En diciembre de 1974 Ribeiro organizó un 
centro clandestino de detención en Campo de Mayo, conocido como El Campito.
En septiembre de 1975 Ribeiro viajó a Asunción del Paraguay y a Santiago de Chile, financiado por la DINA, para organizar el Plan Cóndor.
Ribeiro participó  en la desaparición de Jean-Yves Claudet Fernández, un ciudadano franco-chileno, militante del MIR, quien desapareció en Ezeiza, en medio de un viaje de París a Santiago de Chile.
El Batallón 601 exportó su tecnología represiva a Honduras y Guatemala para entrenar a los contras nicaragüenses que, financiados por la CIA, peleaban contra los sandinistas. En ese contexto, Ribeiro 
trabajó como asesor de la contra nicaragüense operando en Honduras. Su colaboración fue clave en el andamiaje represivo desde el Batallón 601 de Inteligencia Militar en la Argentina. Ribeiro era el Segundo Jefe del Batallón 601 después del Coronel Valín. Fue uno de los propulsores del Plan Cóndor a nivel continental. Ribeiro participó en el secuestro y los interrogatorios en Paraguay, de uno de los hermanos de Santucho y de Fuentes Alarcón, alias «El Trosko», que era un alto dirigente del MIR que habían sido capturados en las afueras de Asunción. Además fue partícipe del asesinato del General Carlos Prats.
Durante el gobierno de Carlos Menem fue director de Relaciones Institucionales del Instituto de Ayuda Financiera para el Pago de Retiros y Pensiones Militares (IAF), dependiente del Ministerio de Defensa.
En diciembre de 2001 el Juez francés Roger Le Loire solicitó su extradición para ser juzgado en Francia pero gobierno argentino se la negó con el argumento de rechazar pretensiones que vulneraban el principio de territorialidad.
En noviembre de 2010, la Justicia francesa lo condenó por su participación en el secuestro y desaparición de Jean-Yves Claudet Fernández, razón por la cual se labró un pedido de captura internacional por delitos de lesa humanidad. También tiene una causa pendiente en el juzgado federal de Mendoza número 1. 
Nunca llegó a cumplir ninguna condena, puesto que se encontró prófugo hasta su captura cuando concurrió en Buenos Aires a un hospital en mayo de 2017. Diagnosticado con demencia senil, falleció en 2021.